# Alberto Forni (storico)
Alberto Forni (Roma, 1953) è uno storico italiano.

## Biografia
Laureatosi nel 1976 in Lettere e Filosofia con una tesi (Storia medievale) 
su Giacomo da Vitry, predicatore e vescovo di Acri (1170-1240), ha successivamente collaborato al «Repertorium Fontium Historiae Medii Aevi» (Comitato Italiano) presso l'Istituto Storico Italiano per il Medio Evo di Roma. 
Dal 1982 al 2006 è stato consigliere della Camera dei Deputati; l'ultimo quinquennio lo passò in posizione di comando fuori ruolo, essendo stato autorizzato a rivestire il ruolo di capo dell'ufficio legislativo del ministro per gli italiani all'estero, Mirko Tremaglia. 
È autore di saggi sulla predicazione medievale, sulla storia della storiografia, sull'idea di Roma medievale negli storici tedeschi del sec. XIX (Ferdinand Gregorovius, Alfred von Reumont), sul monaco di Monte Cassino e storico Luigi Tosti (1811- 
1897), sui rapporti tra Dante e il francescano Pietro di 
Giovanni Olivi .

## Opere
- La questione di Roma medievale. Una polemica tra Gregorovius e Reumont. Istituto Storico Italiano per il Medio Evo, Roma 1985.